# Fanny Navarro
Pour les articles homonymes, voir Navarro (homonymie).
Fanny Navarro (1er juin 1920 - 18 mars 1971) est une actrice argentine. Elle a joué dans Melodías porteñas (1937), Doce mujeres (1939), Ambición (1939), El hijo del barrio (1940), Hogar, dulce hogar (1941), Dos ángeles y un pecador (1945), Marihuana (1950), Deshonra (1952), Marta Ferrari (1956) et La Calesita (1969). Elle fut la compagne du frère d'Eva Perón, et fut choisie par Perón pour intégrer la direction de l'Ateneo Cultural Eva Perón (es).

## Filmographie
- Melodías porteñas (1937)
- Cantando llegó el amor (1938)
- Doce mujeres (1939)
- El solterón (1939)
- Ambición (1939)
- El susto que Pérez se llevó (1940)
- El hijo del barrio (1940)
- Hogar, dulce hogar (1941)
- Sinfonía argentina (1942)
- La suerte llama tres veces (1943)
- Dos ángeles y un pecador (1945)
- El capitán Pérez (1946)
- Mujeres que bailan(1949)
- Morir en su ley (1949)
- Marihuana (1950)
- Suburbio  (1951)
- Soñemos (1951) (short documentary)
- Deshonra (1952)
- El grito sagrado (1954)
- Marta Ferrari (1956)
- Allá donde el viento brama (1963)
- La calesita (1963)
- Desnuda en la arena (1969)